# Peugeot 304

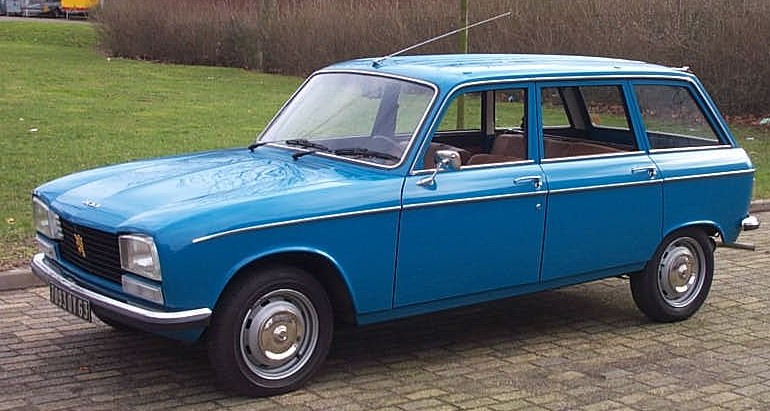
Peugeot 304 familiar

El Peugeot 304 és un automòbil del segment C produït pel fabricant francès Peugeot entre els anys 1969 i 1980. El 304 comparteix nombrosos components amb el Peugeot 204.
Va ser dotat d'un motor de gasolina de quatre cilindres i 1.288 cc de cilindrada denominat XL3 amb una versió esportiva anomenada XL3S. Els models més recents van ser equipats amb motors XL5 o XL5S de 1.290 cc de cilindrada.
Va estar disponible en versions berlina de quatre portes, familiar de cinc portes, coupè, descapotable i furgoneta. Tot i que el 305 es va llançar el 1977, la producció del 304 es va aturar el 1980.